# Žiarska chata
Die Žiarska chata ist eine Berghütte im slowakischen Teil der Westtatra. Sie liegt im mittleren Teil des Tals Žiarska dolina auf einer Höhe von 1324 m n.m., ungefähr fünfeinhalb Kilometer von der Talmündung entfernt.

## Geschichte

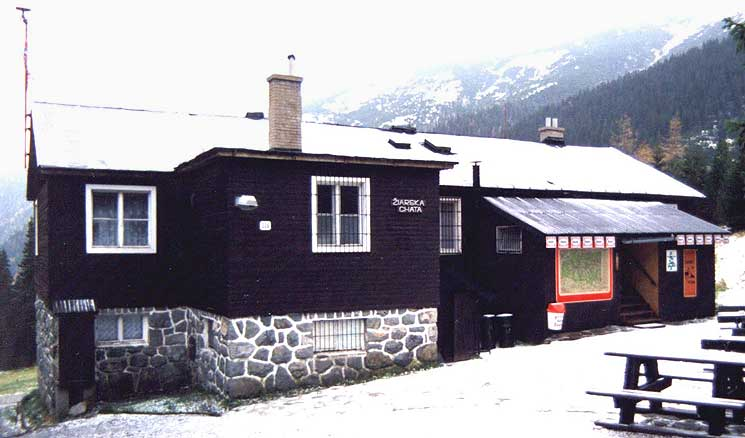
Die alte, bis 2006 bestehende Hütte

Die erste Hütte wurde am 1. Juli 1939 feierlich eröffnet, kostete 400.000 Kronen und sollte mehr Touristen ins bisher schwach frequentiertes Tal locken. Damals hatte sie einen Skiraum und zwei gemeinsame Schlafräume mit insgesamt 20 Betten im Untergeschoss, im Erd- und Obergeschoss befanden sich zwei Essräume (einer wurde später zur Wohnung des Hüttenwirts), Küche und zehn Gästeräume mit 30 Betten. Bald nach der Eröffnung wurde die Hütte zum Ausgangspunkt sowohl für Touristen im Sommer als auch Skifahrer im Winter. Sie bot auch Zuflucht für durch das Ludaken-Regime verfolgte Personen. Nach dem Ausbruch des Slowakischen Nationalaufstandes im August 1944 ließen sich hier Partisanen nieder. Nach einem Angriff von Wehrmachttruppen im Dezember 1944 mussten die Partisanen sich zurückziehen und fanden nach ihrer Rückkehr am 11. Dezember nur ein ausgebranntes und geplündertes Anwesen vor.
Mit dem Wiederaufbau der zerstörten Hütte wurde 1946 begonnen. Ursprünglich war sie nur als Herberge für Arbeiter vorgesehen. Sie wurde 1949 fertiggestellt und in der Folgezeit schrittweise modernisiert. 1958–60 wurden ein Schlafraum, ein Essraum und eine Küche hinzugebaut, später kamen dazu eigene Wasserleitungen, ein Dieselaggregat (1979 durch ein Erdkabel ersetzt) sowie getrennte Sanitäranlagen. Der Bau einer Asphaltstraße in den Jahren 1966–74 erleichterte Lieferungen für die Hütte.
Die Nachkriegshütte wurde am 30. April 2006 abgerissen und in kurzer Zeit bis September 2006 entstand eine neue, modernisierte Hütte. Am 25. März 2009 ging eine große, als hundertjährig bezeichnete Lawine aus den Hängen von Príslop westlich und nordwestlich der Hütte ins Tal nieder. Sie beschädigte unter anderem ein Umspannwerk, verschüttete die Hütte und die Schneemassen drängten auch in das Innere, gemessen am Ausmaß der Katastrophe waren die Schäden aber gering. Niemand wurde verletzt oder getötet, da das gesamte Tal bereits vorher wegen hoher Lawinengefahr evakuiert worden war.

## Touristische Erschließung
Die Žiarska dolina ist wegen ihrer Lage in der Umgebung von Bergen wie Baníkov, Plačlivé, Ostrý Roháč und Baranec beliebt. Hier passiert ein blau markierter Weg von der Talmündung der Žiarska dolina (Anschluss an den rot markierten Wanderweg Tatranská magistrála) und weiter talaufwärts über den Sattel Smutné sedlo am Hauptkamm und zur Hütte Ťatliakova chata nördlich des Hauptkamms. Unweit der Hütte beginnt ein grün markierter Wanderweg zum westlich gelegenen Sattel Jamnícke sedlo und zum Berg Baníkov und weiter ins Tal Roháčska dolina. Im Winter bietet die Gegend Möglichkeiten für Skifahren und Skialpinismus an.
Die Hütte bietet Übernachtungsmöglichkeiten (40 Betten) sowie Frühstück und Abendessen für Gäste an. Neben Appartements und Zimmern ist auch ein gemeinsamer Schlafraum verfügbar. Allen Besuchern steht der Imbiss mit warmen und kalten Speisen zur Verfügung. In die Gegend führt eine Asphaltstraße von Žiar heraus, ab dem Parkplatz bei der Talmündung ist sie jedoch nur für Anlieger und den Bergrettungsdienst bestimmt.